# Солома

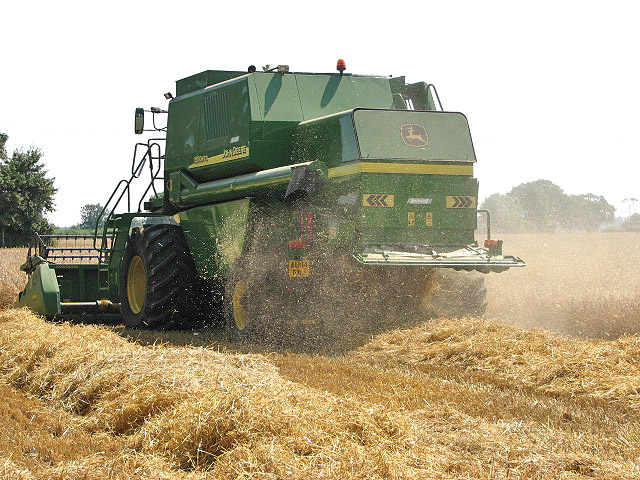
Солома после обмолота зерна зерноуборочным комбайном, оставляемая в валках на стерне, на некоторых комбайнах собирается в копнителе, на некоторых - измельчается и разбрасывается по полю

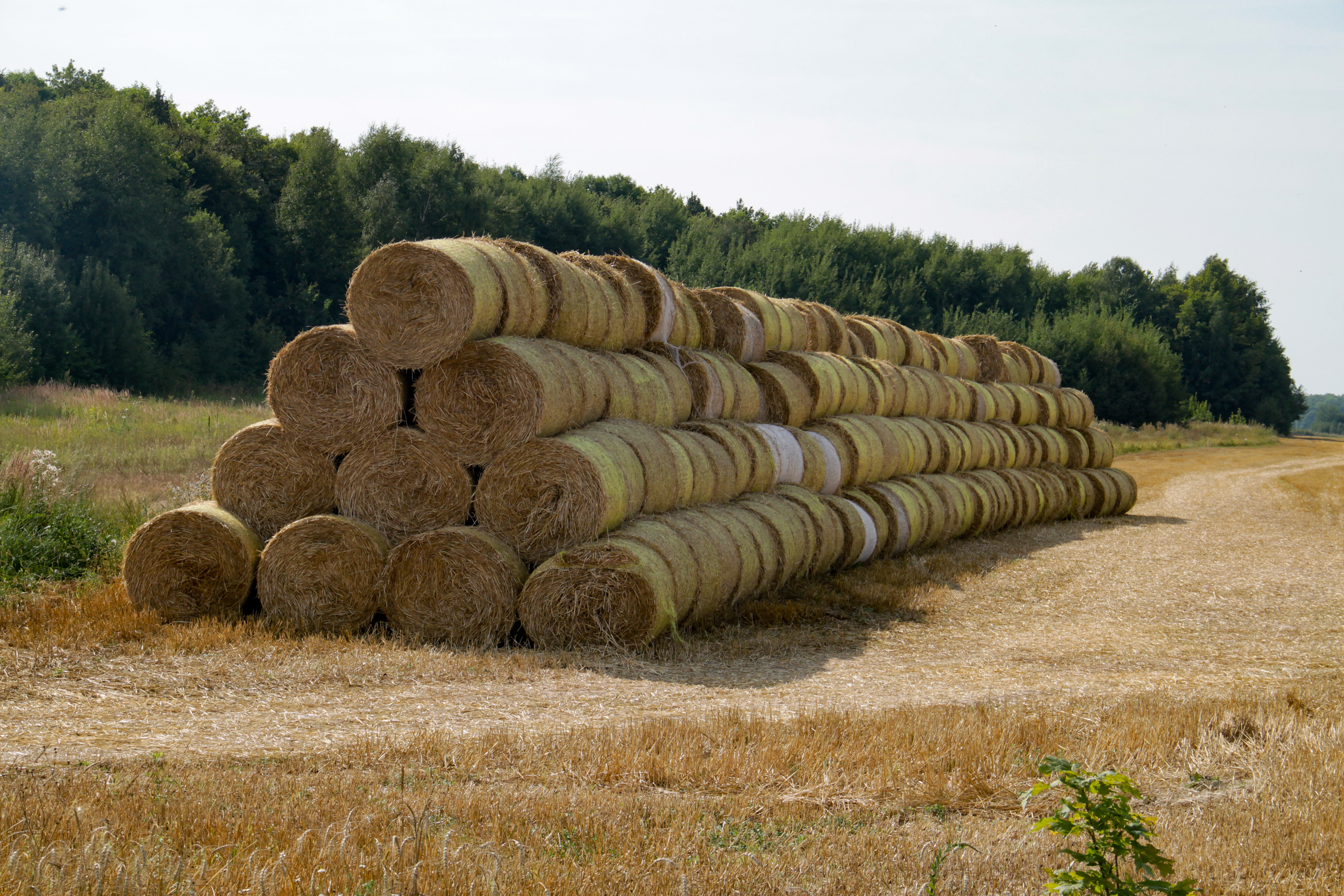
Скирда из спрессованных рулонов соломы

Соло́ма — сухие стебли и листья злаковых и бобовых зерновых культур, остающиеся после обмолота, а также стебли льна, конопли, кенафа и других прядильных растений, освобождённые от листьев, соцветий, семян. Также соломой называются обмолоченные для получения семян злаковые, бобовые и крестоцветные травы.
В настоящее время солома для транспортировки, хранения и дальнейшего использования чаще всего прессуется пресс-подборщиками в рулоны или тюки.

## Виды соломы
Различают озимую и яровую солому, злаковую и бобовую, а по видам растений — пшеничную, ржаную, ячменную, льняную, конопляную и др. Хорошая злаковая солома — светлая, блестящая, упругая; долголежавшая — ломкая, пыльная, часто с прелым запахом.

## Состав
Химический состав и питательность зависят от вида растений, климата, способов уборки, обмолота, хранения и других факторов. В соломе 35−45 % клетчатки и других сложных трудноперевариваемых углеводов, 2−6 % белка (в бобовой 4−9 %), 1,2−2 % жира, 4−7 % золы. В 100 кг просяной соломе — в среднем 40 кормовых единиц и 2,3 кг перевариваемого белка, в ячменной — 33 кормовые единицы и 1,3 кг перевариваемого белка. В яровой соломе больше белка, меньше клетчатки, поэтому питательность её выше, чем у озимой.

## Использование

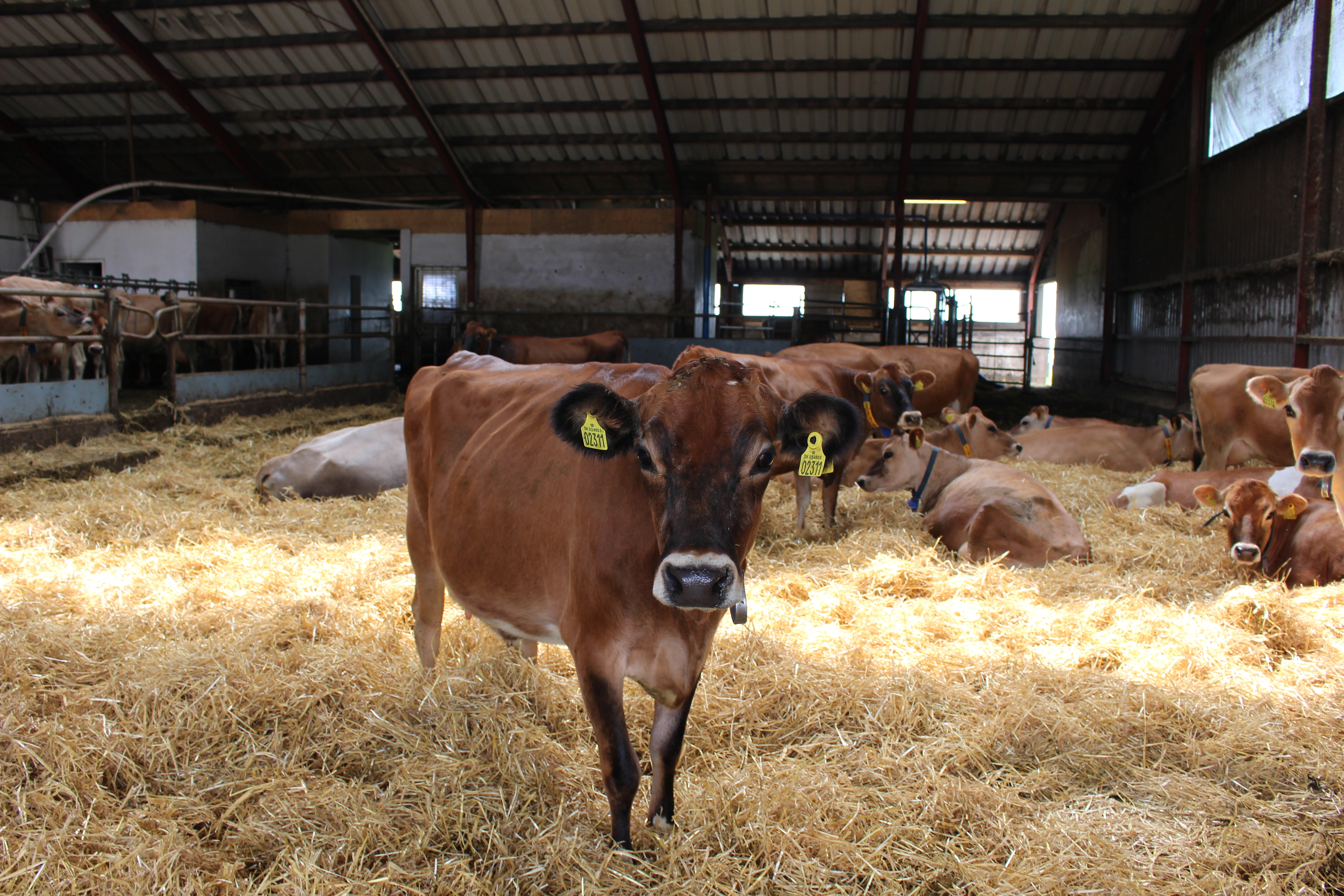
Подстилка из соломы в коровнике

### Использование в животноводстве
Солому зерновых культур используют в кормлении, в основном, крупного рогатого скота. Вследствие невысокой питательности и переваримости, солому используют, главным образом, для придания рациону необходимого объёма, или как добавку к рационам с большим количеством сочных кормов. Для улучшения поедаемости соломы применяют различные способы подготовки — измельчение, запаривание, сдабривание, обработку химическими веществами (кальцинированной содой, известью, аммиаком и др.).
Также используется гидролиз полисахарида целлюлозы, — основного образующего вещества соломы с помощью сильных неорганических кислот (как правило, 1…2%-го раствора в воде серной кислоты), процесс гидролиза ведут в автоклавах. Получающийся раствор моно- и олигосахаридов в смеси с серной кислотой далее нейтрализуют гашёной или негашёной известью до получения нейтральной реакции раствора. Получаемый продукт охотно поедается скотом.
Распространено также гранулирование соломы в смеси с концентратами и искусственно высушенной травой. Скоту можно скармливать все виды соломы, кроме гречишной, которая иногда вызывает покраснение кожи животных, сыпь, опухоли суставов.
Существует технология силосования соломы. Её измельчают, закладывают в траншею и поливают молочной сывороткой с таким расчётом, чтобы довести влажность до 60-70 %. Массу послойно трамбуют и накрывают плёнкой. Силос бывает готов через 3 недели. 
Рекомендуется добавлять солому при силосовании кукурузы, убранной в ранней фазе вегетации, чтобы снизить влажность и тем самым избежать вытекания сока из траншеи. То же самое - при силосовании крестоцветных (кормовая капуста, горчица, рапс и т. д.)
Солому используют также на подстилку сельскохозяйственным животным.

### Использование в качестве конструкционного материала

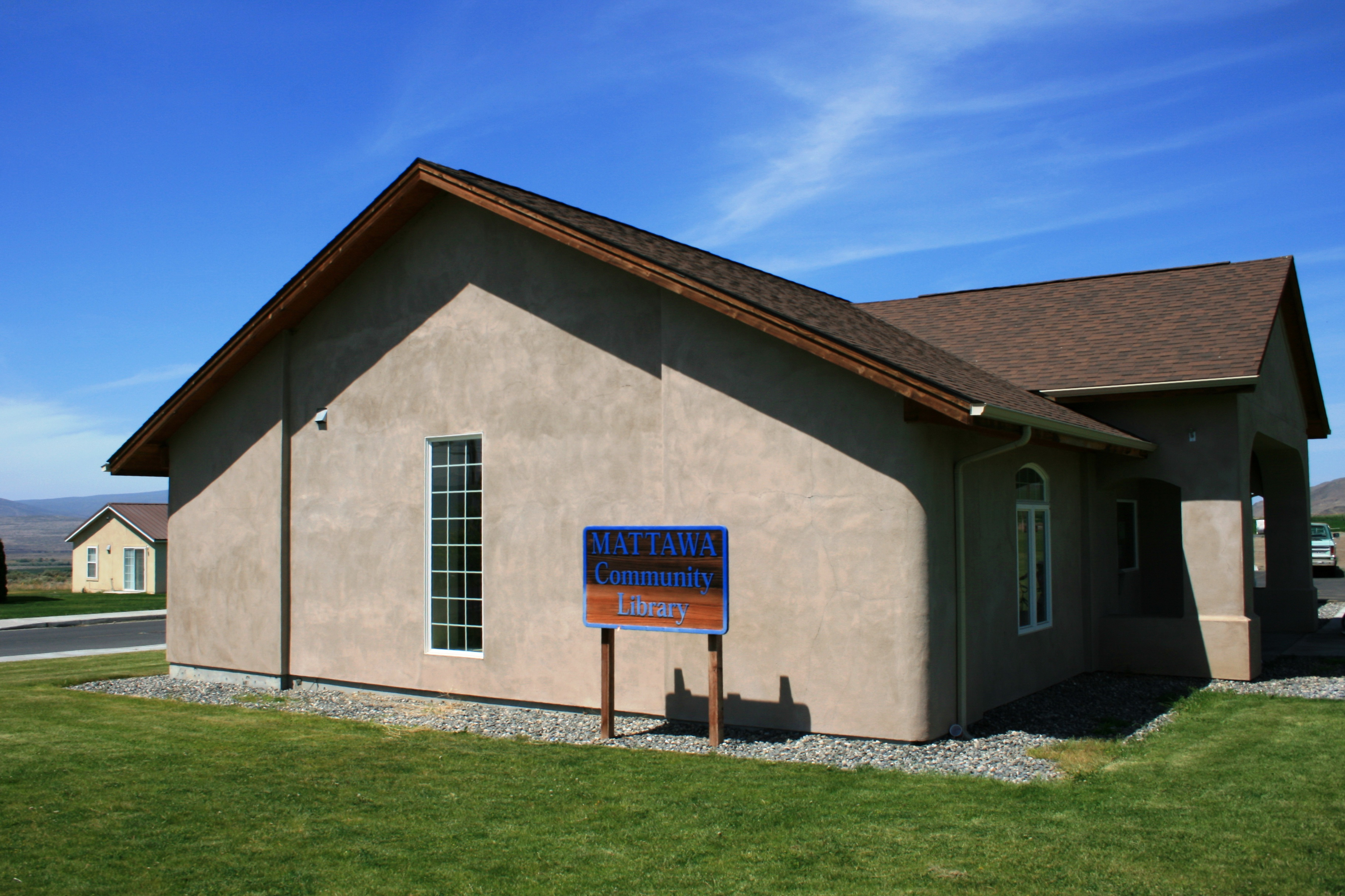
Библиотека, построенная из соломенных блоков. Штат Вашингтон, США

Солому используют также как сырьё для изготовления саманного кирпича, изоляционных плит, матов.
Прессованные соломенные блоки используются для строительства стен домов, общественных и хозяйственных построек.
Ранее солома широко использовалась как кровельный материал в соломенных крышах.

### Теплоизоляция
До появления электрических холодильных установок солома использовалась как недорогой и доступный теплоизоляционный материал для создания бытовых ледников, где в теплое время года на кусках речного или озерного льда хранили скоропортящиеся продукты.

### Текстильные волокна

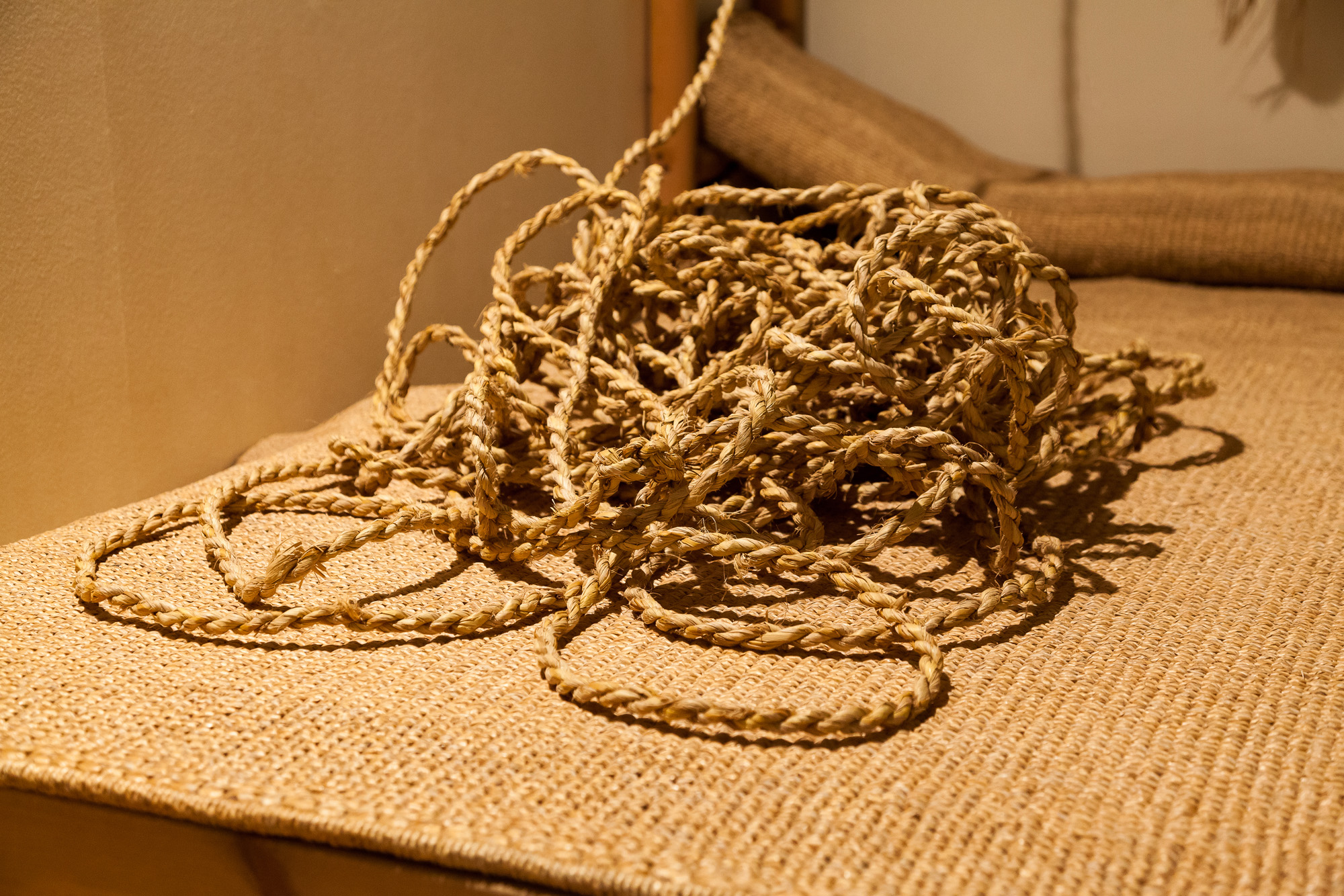
Сэкки, сплетённая из рисовой соломы

Солома льна, конопли и других прядильных растений — сырьё для получения тресты, из которой выделяют текстильные волокна.
Солома злаков может использоваться как набивочный материал матрасов, а также татами.

### Использование в качестве удобрения
Зерноуборочный комбайн агрегатируется с измельчителем соломы. После уборки зерновых солома запахивается и служит пищей для почвенных бактерий. Если поле предназначено для сева озимых, обязательно внесение азотных удобрений, чтобы ускорить разложение. 

### Использование в качестве сырья для производства биотоплив

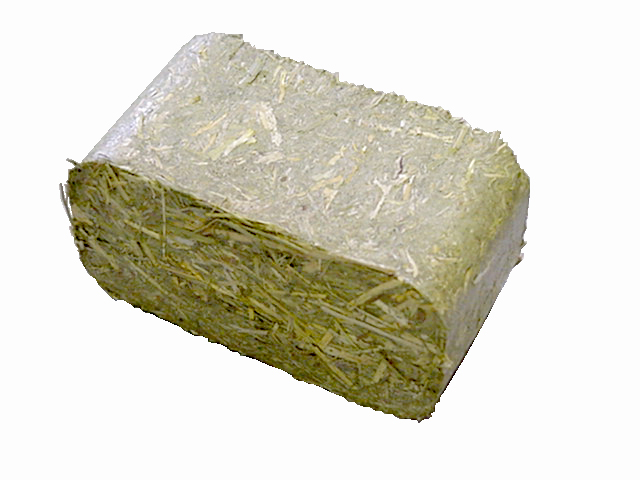
Соломенный топливный брикет

Солома может использоваться для производства биотоплив:
- из целлюлозы, содержащейся в соломе может производиться биоэтанол;
- биотопливо может производиться из соломы методом газификации;
- солому можно спрессовывать в топливные гранулы.

С 1936 по 1956 год в СССР выпускались газогенераторные автомобили и тракторы, в которых в качестве топлива для производства горючего газа использовались брикеты прессованной соломы, если возникала нехватка деревянных чурок.

### Сырьё для производства биопластиков
В исследовании 2018 года коллектив итальянских авторов показал возможность производства биопластиков из рисовой соломы. Получаемое в ходе этого процесса сырьё по механическим свойствам оказалось схоже с полистиролом.

### Сырьё для производства бумаги
Солома, например банановая, используется для производства бумаги.

### Выращивание шампиньонов
Пшеничная, ржаная, овсяная, ячменная и рисовая солома используется для приготовления компоста для выращивания шампиньонов.

### Упаковочный материал
Солома используется для производства различных корзин, сеток и т. д.

### Одежда и обувь

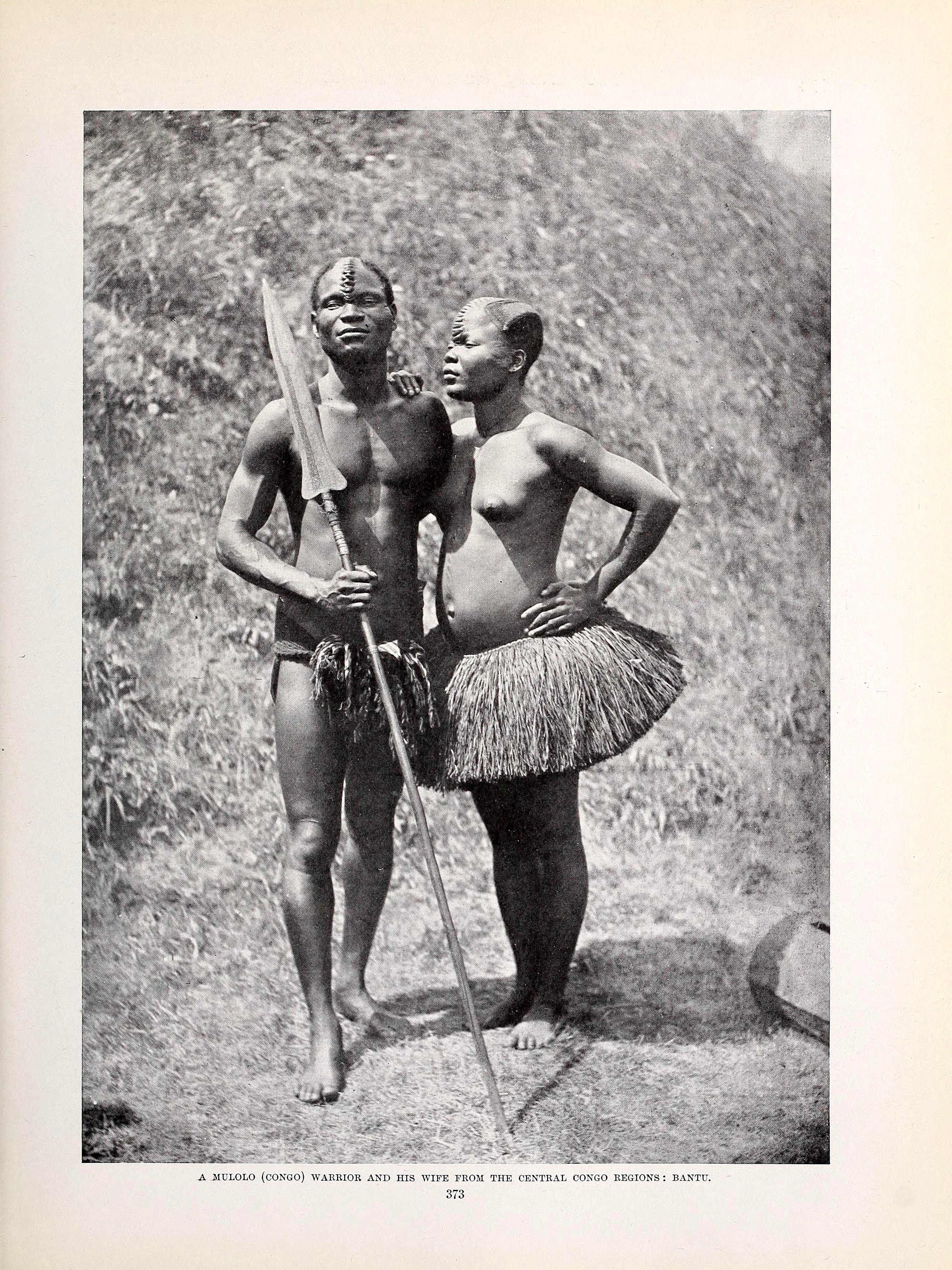
Соломенная юбка

Из соломы изготавливаются соломенные шляпы (канотье, сомбреро, амигаса, панама и др.), а также историческая традиционная народная обувь в некоторых странах, к примеру в Германии (в Шварцвальде) — штрошу, в Японии — варадзи, дзори, в Корее — джипсин и т. д.

### Демпфер
- Как недорогой и доступный материал солома использовалась в качестве демпфера при перевозке хрупких или бьющихся материалов и изделий: стекла, керамики, зеркал, мебели, музыкальных инструментов и тому подобного.
- Если в доме находился больной, которому был необходим покой, мостовую под окнами дома устилали соломой, чтобы грохот проезжающих конных упряжек не беспокоил хворавшего.

Отсюда выражение: «постелить соломы».

### Маркер
Вплоть до конца XIX века в Русской императорской армии при обучении малограмотных новобранцев приемам строевого шага к одной ноге обучаемого крепили пук сена, к другой — пук соломы, что заменяло понятие «лево-право». После чего начиналось занятие по строевой подготовке, которое сопровождалось командами: «С левой ноги... Шагом марш! Сено! Солома! Сено! Солома!» Таким образом достигалось необходимое единообразие в движения строя обучаемых солдат и постепенное восприятие нового понятия: левая сторона (нога, рука) и правая сторона.

### Декоративный материал
Из соломы производят игрушки, куклы, маркетри (инкрустации), пугала, подвесные «пауки» и т. д., а также используется как конструкционный материал для различных плетённых бытовых и декоративных изделий (корзины, тарелки, коврики, шторки и т. д.).

## Обрядовые куклы
В обрядах на «проводы зимы» и «проводы весны» у многих народов Европы существует обычай изготовления из соломы кукол (чучел) в человеческий рост, которое олицетворяет зиму и/или смерть. В ходе соответствующего обряда чучело обычно уничтожают: «хоронят», сжигают или топят в воде, разрывают на части и разбрасывают. 
Обрядовые чучела носят названия:
- Марена;
- Кострома;
- Дед и другие.

## Солома в культуре
- Соломенная шляпка (фильм, 1927) — художественный фильм 1927 года режиссёра Рене Клера.
- Соломенный любовник — художественный фильм 1951 года режиссёра Жиля Гранжье.
- Соломенные псы (фильм, 1971) — художественный фильм 1971 года режиссёра Сэма Пекинпы.
- Соломенная шляпка (фильм, 1974) — художественный музыкальный телефильм 1974 года режиссёра Леонида Квинихидзе.
- Соломенные псы (фильм, 2011) — художественный фильм 2011 года режиссёра Рода Лури.
- Соломенный бычок — экранизация украинской народной сказки «Соломенный бычок — смоляной бочок».
- Соломенные еноты — московская андеграундная панк-группа.
- Страшила Мудрый — соломенный человек, один из главных героев сказочного цикла о Волшебной стране и Изумрудном городе (автор Александр Волков, основоположник Лаймен Фрэнк Баум).
- Соломенная вдова — женщина, не живущая с мужем (калька с нем. die Strohwitwe)[3].
- Соломенное вино (нем. Strohwein) — вино из заизюмленного (подвяленного) винограда.

## Устойчивые выражения, пословицы и поговорки

### Пословицы и поговорки
- Лишняя соломина верблюду хребет ломает.
- Колос из золота отлит, а на соломинке стоит.
- Утро вечера мудренее, трава соломы зеленее.
- По соломе жита не узнаешь.
- Лежит на соломе, а говорит, что с ковра.
- Во весь свет горел снег, соломой тушили.
- Соломиной не подопрешь хоромины.
- Сноп без перевясла — солома.
- По соломинке сноп, по снопишку — копнишка, из копен — стог.
- Солома с огнем не дружись.
- Солома с огнем не улежится.
- Соломой покроемся, да соломой не оденемся.
- Соломиной не подогреешь хоромины.
- Кто солому покупает, тот хлеб продает.
- В брюхе солома, а шапка с заломом.
- Дома и солома съедома.
- Пустое слово как солома — много местом, да мало весом.
- Не голод на корову, коли под ногами солома.
- Лучше соломенный мир, чем железная драка.
- В любви мужчина — огонь, женщина — солома.

### Устойчивые выражения
- «Ухватиться за соломину» — не терять последней надежды; использовать последнюю возможность.
- «Постелить соломы» — 
1. Дать ночлег в доме непрошенному и нежеланному гостю в прихожей отдельно от хозяев; оказать неуважение;
2. Предвидеть итоги каких-либо действий и смягчить последствия.
- «Спать на соломе» — иметь худший ночлег из возможных.
- «Ломить солому» — заниматься бессмысленным делом; прилагать значительные усилия там, где это не нужно; пытаться сделать что-либо там, где ничего не получится.
- «Соломенная вдова» — неопределенное, двусмысленное положение замужней женщины, чей муж бесследно исчез и о котором нет достоверных известий.
- «Соломенные волосы» — светлые волосы цвета пшеничной соломы.
- «Соломка» — какое-либо изделие тонкое и продолговатое; полая ломкая трубочка для питья.

## Интересные факты
В церковнославянском языке слова, обозначающие солому, являются множественным числом от слов, обозначающих соломинку:
- плевы[4] (мн. ч. от плевь)
- тростие[5] (мн. ч. от трость)
- стеблие[6] (мн. ч. от стебель)

Во времена повсеместного развития гужевого транспорта соломой застилали брусчатую мостовую, чтобы телеги не грохотали под окнами дома, где находится больной.